# إميل الخوري
إميل الخُوري (1894 - 1961) صحفي وسياسي ورجل الأعمال لبناني.

## حياته
ولد عام 1894 في برمانا وتعلم بها وببيروت. هاجر إلى مصر، وبرز اسمه في جريدة الأهرام، «ماهرا في اصطياد الأخبار وسكرتيرا للجريدة مسيطرا»، إلى أن أمر إسماعيل صدقي باشا (سنة 1925 م) بإخراجه من مصر في خلال ساعتين. «قيل: لنشاطه في خدمة سعد زغلول.»

وتنقل في أوروبا يعمل في تجارات مختلفة، منها تجارة الأسلحة سرا، واغتنى.

وعاد إلى لبنان في سنة 1952 يعمل في السياسة، فعيّن سفيرا في روما. 
توفي عام 1961 في مدينة فلورنسا، ونقل جثمانه إلى بلده.

## مؤلفاته
ألف كتابا سماه آثار أقدام وشارك مع عادل إسماعيل في تأليف السياسة الدولية في الشرق العربي في ثلاثة أجزاء. من كتبه العزلة و مزايا الديمقراطية ومصائبها. 